# Babuurstermolen
De Babuurstermolen is een molen die in Baburen staat, ten noordwesten van Tjerkwerd, in de Nederlandse provincie Friesland.
De molen werd gebouwd in 1882. De achtkante windmolen is van het type grondzeiler en de functie is poldermolen. Tot de komst van een gemaal in 1990 bemaalde de molen zelfstandig het waterschap. Sinds 2006 is de molen aangewezen als reservegemaal bij ernstige wateroverlast.
Bij de molen staat een molenaarswoning. In de muur van de molen is ook een gedenksteen aanwezig. Eigenaar is de Stichting De Fryske Mole.